# Ilyushin Il-32
Ilyushin Il-32 là một loại tàu lượn quân sự hạng nặng của Liên Xô được phát triển sau Chiến tranh Thế giới II, nó có thể mang tới 7.000 kg (15.000 lb) hàng hóa.

## Tính năng kỹ chiến thuật

Dữ liệu lấy từ OKB Ilyushin: A History of the Design Bureau and its Aircraft
Đặc điểm tổng quát
- Sức chứa: 60 lính hoặc 7.000 kg (15.000 lb) hàng hóa
- Chiều dài: 24.84 m (81 ft 6 in)
- Sải cánh: 35.8 m (117 ft 5 in)
- Diện tích cánh: 159.5 m2 (1716.84 ft2)
- Trọng lượng rỗng: 9.600 kg (21.164 lb)
- Trọng lượng có tải: 16.600 kg (36.597 lb) mỗi chiêc mỗi chiếc

Hiệu suất bay
- Vận tốc hành trình: 327 km/h (203 mph)
- Trần bay: 4.000 m (13.100 ft)